# Saint-Silvain-sous-Toulx
Saint-Silvain-sous-Toulx est une commune française située dans le département de la Creuse en région Nouvelle-Aquitaine.

## Géographie

### Localisation
Saint-Silvain-sous-Toulx est une commune rurale de la Creuse située à 26 km à vol d'oiseau au nord-est de Guéret, 38 km au sud de La Châtre, 33 km à l'ouest de Montluçon, 89 km au nord-ouest de Clermont-Ferrand et 34 km au nord d'Aubusson.
La commune se trouve dans la zone d'emploi et le bassin de vie de Guéret.

### Communes limitrophes
Les communes limitrophes sont  Clugnat, Domeyrot, La Celle-sous-Gouzon, Toulx-Sainte-Croix et Trois-Fonds.
| Clugnat  |                          | Toulx-Sainte-Croix |
| Domeyrat | Saint-Silvain-sous-Toulx | Trois-Fonds        |
|          | La Celle-sous-Gouzon     |                    |

### Géologie et relief
La superficie de la commune est de 14,57 km2 ; son altitude varie de 396  à   625 mètres.

### Hydrographie

Carte hydrographique de la commune.

La Moussière, branche-mère du ruisseau le Signollet, prend sa source dans le sud de la commune.
D'autres ruisseaux drainent son territoire

### Climat
Pour des articles plus généraux, voir Climat de la Nouvelle-Aquitaine et Climat de la Creuse.
Historiquement, la commune est exposée à un climat montagnard.  
En 2020, Météo-France publie une typologie des climats de la France métropolitaine dans laquelle la commune est exposée à un climat de montagne et est dans la région climatique Ouest et nord-ouest du Massif Central, caractérisée par une pluviométrie annuelle de 900 à 1 500 mm, maximale en automne et en hiver.
Pour la période 1971-2000, la température annuelle moyenne est de 10,3 °C, avec  une amplitude thermique annuelle de 15,1 °C. Le cumul annuel moyen de précipitations est de 988 mm, avec 12,4 jours de précipitations en janvier et 8,2 jours en juillet. Pour la période 1991-2020, la température moyenne annuelle observée sur la station météorologique la plus proche, située sur la commune de Boussac à 10 km à vol d'oiseau, est de 11,0 °C et le cumul annuel moyen de précipitations est de 896,4 mm,. Pour l'avenir, les paramètres climatiques de la commune estimés pour 2050 selon différents scénarios d’émission de gaz à effet de serre sont consultables sur un site dédié publié par Météo-France en novembre 2022.

### Milieux naturels et biodiversité

#### Espaces protégés
La protection réglementaire est le mode d'intervention le plus fort pour préserver des espaces naturels remarquables et leur biodiversité associée,.
Un espace protégé hors Natura 2000 est identifié sur la commune : les « prairies et boisements du ruisseau du Petit Varaine » ; il ezst partagé avec trois autres communes.

#### Zones naturelles d'intérêt écologique, faunistique et floristique

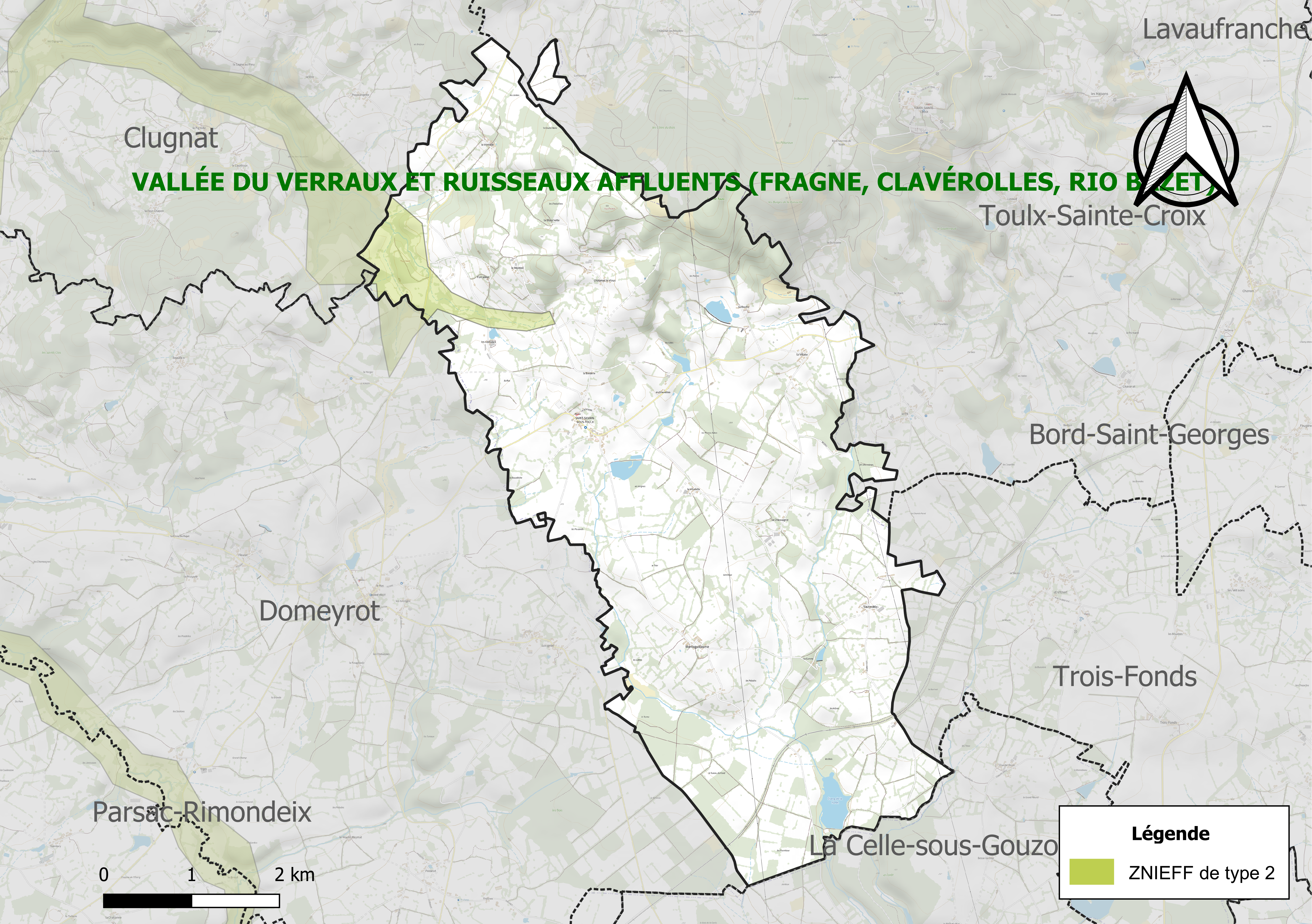
Carte de la ZNIEFF de type 2 sur la commune.

L'inventaire des zones naturelles d'intérêt écologique, faunistique et floristique (ZNIEFF) a pour objectif de réaliser une couverture des zones les plus intéressantes sur le plan écologique, essentiellement dans la perspective d'améliorer la connaissance du patrimoine naturel national et de fournir aux différents décideurs un outil d'aide à la prise en compte de l'environnement dans l'aménagement du territoire.
Une ZNIEFF est recensée sur la commune d'après l'INPN.
Dans sa traversée du territoire communal, la vallée du rio Bazet (et non Buzet) fait partie de la zone naturelle d'intérêt écologique, faunistique et floristique (ZNIEFF) de type 2 « vallée du Verraux et ruisseaux affluents (Fragne, Clavérolles, rio Buzet) » ; constituée de la partie amont du rio Buzet, depuis sa source jusqu'à la limite territoriale avec la commune de Clugnat, elle s'étend sur environ un demi-kilomètre carré du territoire communal, soit près de 5 % de la superficie totale de la ZNIEFF.
Ce site est remarquable par la présence de douze espèces déterminantes d'animaux (un insecte, un mammifère, sept oiseaux et trois poissons) et quatre de plantes phanérogames.

## Urbanisme

### Typologie
Au 1er janvier 2024, Saint-Silvain-sous-Toulx est catégorisée commune rurale à habitat très dispersé, selon la nouvelle grille communale de densité à 7 niveaux définie par l'Insee en 2022.
Elle est située hors unité urbaine et hors attraction des villes,.

### Occupation des sols

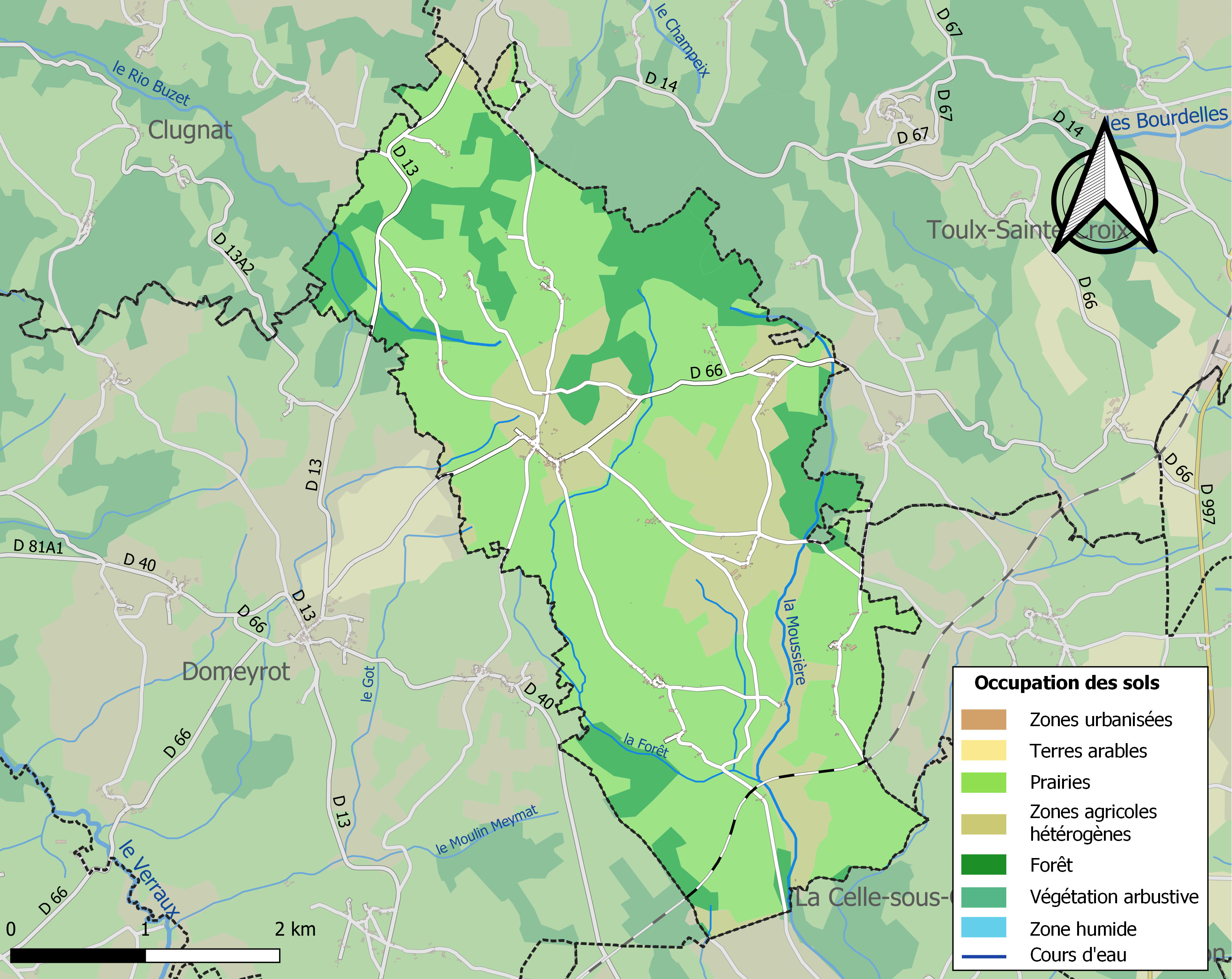
Carte des infrastructures et de l'occupation des sols de la commune en 2018 (CLC).

L'occupation des sols de la commune, telle qu'elle ressort de la base de données européenne d’occupation biophysique des sols Corine Land Cover (CLC), est marquée par l'importance des territoires agricoles (82 % en 2018), en augmentation par rapport à 1990 (79,8 %).
La répartition détaillée en 2018 est la suivante : prairies (61,4 %), zones agricoles hétérogènes (20,6 %), forêts (18 %).
L'évolution de l’occupation des sols de la commune et de ses infrastructures peut être observée sur les différentes représentations cartographiques du territoire : la carte de Cassini (XVIIIe siècle), la carte d'état-major (1820-1866) et les cartes ou photos aériennes de l'IGN pour la période actuelle (1950 à aujourd'hui).

### Habitat et logement
En 2021, le nombre total de logements dans la commune était de 124, alors qu'il était de 122 en 2016 et de 115 en 2011.
Parmi ces logements, 61,4 % étaient des résidences principales, 22,5 % des résidences secondaires et 16,1 % des logements vacants. Ces logements étaient pour 96,8 % d'entre eux des maisons individuelles et pour 3,2 % des appartements.
Le tableau ci-dessous présente la typologie des logements à Saint-Silvain-sous-Toulx en 2021 en comparaison avec celle de la Creuse et de la France entière. Une caractéristique marquante du parc de logements est ainsi une proportion de résidences secondaires et logements occasionnels (22,5 %) supérieure à celle du département (19,8 %) et à celle de la France entière (9,7 %). 
| Typologie                                               | Saint-Silvain-sous-Toulx | Creuse | France entière |
| ------------------------------------------------------- | ------------------------ | ------ | -------------- |
| Résidences principales (en %)                           | 61,4                     | 64,4   | 82,2           |
| Résidences secondaires et logements occasionnels (en %) | 22,5                     | 19,8   | 9,7            |
| Logements vacants (en %)                                | 16,1                     | 15,8   | 8,1            |

### Risques naturels et technologiques
Le territoire de la commune de Saint-Silvain-sous-Toulx est vulnérable à différents aléas naturels : météorologiques (tempête, orage, neige, grand froid, canicule ou sécheresse) et séisme (sismicité faible). Il est également exposé à un risque particulier : le risque de radon. Un site publié par le BRGM permet d'évaluer simplement et rapidement les risques d'un bien localisé soit par son adresse soit par le numéro de sa parcelle.

#### Risques naturels

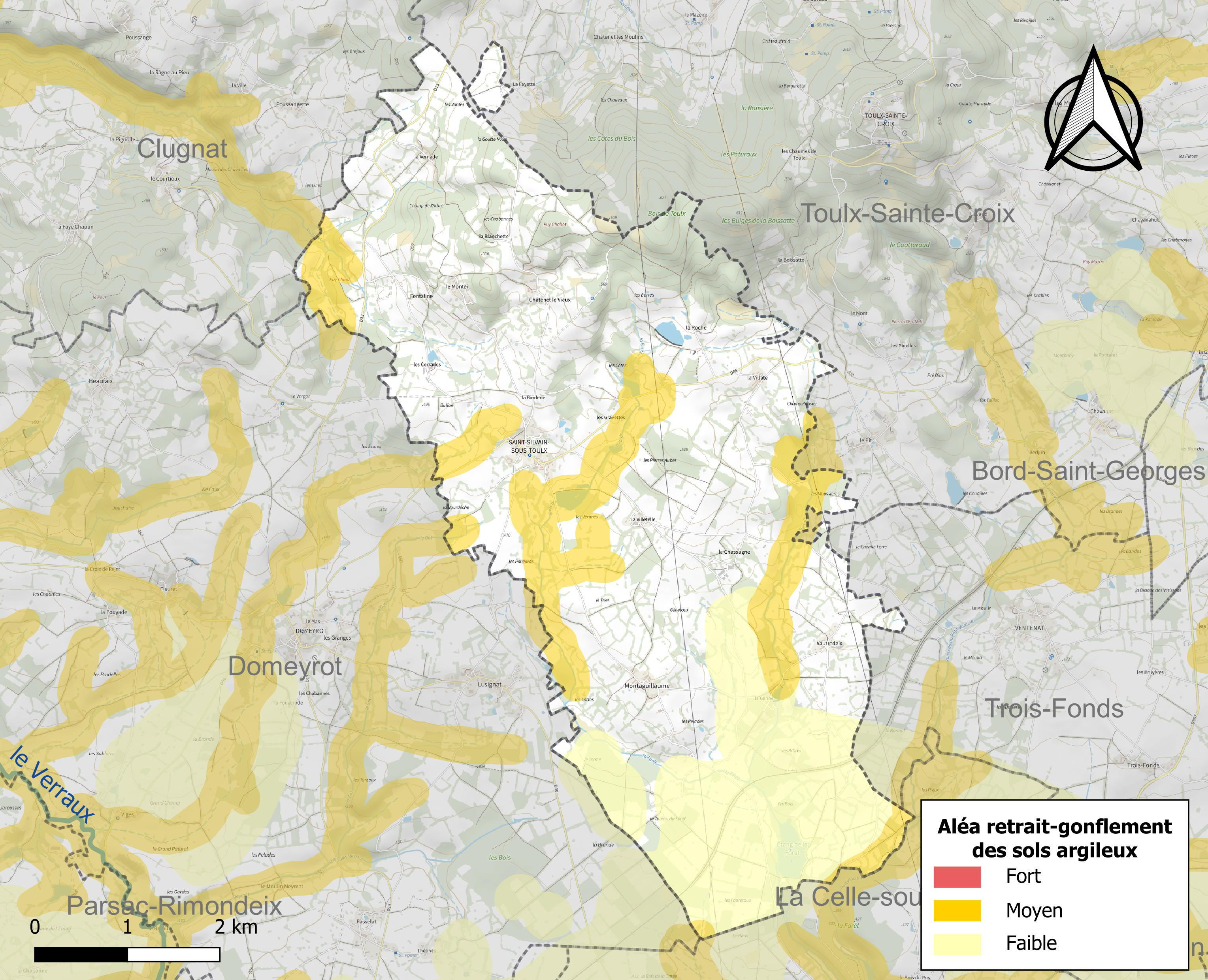
Carte des zones d'aléa retrait-gonflement des sols argileux de Saint-Silvain-sous-Toulx.

Le retrait-gonflement des sols argileux est susceptible d'engendrer des dommages importants aux bâtiments en cas d’alternance de périodes de sécheresse et de pluie. 14,9 % de la superficie communale est en aléa moyen ou fort (33,6 % au niveau départemental et 48,5 % au niveau national). Sur les 139 bâtiments dénombrés sur la commune en 2019,  3 sont en aléa moyen ou fort, soit 2 %, à comparer aux 25 % au niveau départemental et 54 % au niveau national. Une cartographie de l'exposition du territoire national au retrait gonflement des sols argileux est disponible sur le site du BRGM,.
Par ailleurs, afin de mieux appréhender le risque d’affaissement de terrain, l'inventaire national des cavités souterraines permet de localiser celles situées sur la commune.
La commune a été reconnue en état de catastrophe naturelle au titre des dommages causés par les inondations et coulées de boue survenues en 1982 et 1999. Concernant les mouvements de terrains, la commune a été reconnue en état de catastrophe naturelle au titre des dommages causés par des mouvements de terrain en 1999.

#### Risque particulier
Dans plusieurs parties du territoire national, le radon, accumulé dans certains logements ou autres locaux, peut constituer une source significative d’exposition de la population aux rayonnements ionisants. Certaines communes du département sont concernées par le risque radon à un niveau plus ou moins élevé. Selon la classification de 2018, la commune de Saint-Silvain-sous-Toulx est classée en zone 3, à savoir zone à potentiel radon significatif.

## Toponymie
Durant la Révolution, la commune porte le nom de Sous-Toulx.

## Politique et administration

### Rattachements administratifs et électoraux

#### Rattachements administratifs
La commune se trouvait depuis 1926 dans l'arrondissement de Guéret du département de la Creuse. Par arrêté préfectoral du 6 mars 2017, elle en est retirée pour intégrer l'arrondissement d'Aubusson,.
Elle faisait partie depuis 1793 du canton de Jarnages. Dans le cadre du redécoupage cantonal de 2014 en France, cette circonscription administrative territoriale a disparu, et le canton n'est plus qu'une circonscription électorale.

#### Rattachements électoraux
Pour les élections départementales, la commune fait partie depuis 2014 du canton de Gouzon.
Pour l'élection des députés, elle fait partie de la circonscription de la Creuse.

### Intercommunalité
Saint-Silvain-sous-Toulx était membre de la communauté de communes du Carrefour des Quatre Provinces, un établissement public de coopération intercommunale (EPCI) à fiscalité propre créé fin 1998 et auquel la commune avait transféré un certain nombre de ses compétences, dans les conditions déterminées par le code général des collectivités territoriales.
Dans le cadre des dispositions de la loi portant nouvelle organisation territoriale de la République du 7 août 2015, qui prévoit que les établissements publics de coopération intercommunale (EPCI) à fiscalité propre doivent avoir un minimum de 15 000 habitants, cette intercommunalité a fusionné avec ses voisines pour former, le 1er janvier 2017, la communauté de communes dénommée Creuse Confluence, dont est désormais membre la commune.

### Liste des maires
| Période                                  | Période                        | Identité           | Étiquette | Qualité              |
| ---------------------------------------- | ------------------------------ | ------------------ | --------- | -------------------- |
| Les données manquantes sont à compléter. |                                |                    |           |                      |
|                                          |                                |                    |           |                      |
| juin 1995                                | mai 2020                       | Michel Lesage      | DVD       | Agriculteur retraité |
| mai 2020,                                | janvier 2023                   | Pascal Fleurat     |           | Conseiller agricole  |
| janvier 2023                             | En cours (au 30 novembre 2023) | Isabelle Desforges |           | Auxiliaire de vie    |

## Population et société

### Démographie
L'évolution du nombre d'habitants est connue à travers les recensements de la population effectués dans la commune depuis 1793. Pour les communes de moins de 10 000 habitants, une enquête de recensement portant sur toute la population est réalisée tous les cinq ans, les populations de référence des années intermédiaires étant quant à elles estimées par interpolation ou extrapolation. Pour la commune, le premier recensement exhaustif entrant dans le cadre du nouveau dispositif a été réalisé en 2005.

En 2022, la commune comptait 147 habitants, en évolution de −9,82 % par rapport à 2016 (Creuse : −3,32 %, France hors Mayotte : +2,11 %).
| 1793 | 1800 | 1806 | 1821 | 1831 | 1836 | 1841 | 1846 | 1851 |
| ---- | ---- | ---- | ---- | ---- | ---- | ---- | ---- | ---- |
| 409  | 417  | 473  | 530  | 520  | 521  | 561  | 591  | 568  |

| 1856 | 1861 | 1866 | 1872 | 1876 | 1881 | 1886 | 1891 | 1896 |
| ---- | ---- | ---- | ---- | ---- | ---- | ---- | ---- | ---- |
| 590  | 570  | 573  | 557  | 559  | 534  | 537  | 513  | 536  |

| 1901 | 1906 | 1911 | 1921 | 1926 | 1931 | 1936 | 1946 | 1954 |
| ---- | ---- | ---- | ---- | ---- | ---- | ---- | ---- | ---- |
| 531  | 523  | 507  | 437  | 460  | 404  | 401  | 327  | 310  |

| 1962 | 1968 | 1975 | 1982 | 1990 | 1999 | 2005 | 2006 | 2010 |
| ---- | ---- | ---- | ---- | ---- | ---- | ---- | ---- | ---- |
| 311  | 258  | 211  | 191  | 179  | 163  | 150  | 146  | 153  |

| 2015 | 2020 | 2022 | - | - | - | - | - | - |
| ---- | ---- | ---- | - | - | - | - | - | - |
| 160  | 148  | 147  | - | - | - | - | - | - |

## Culture locale et patrimoine

### Lieux et monuments
- Église Saint-Sylvain.

## Pour approfondir